# فيليب روزنتال (سياسي)
فيليب روزنتال (بالألمانية: Philip Rosenthal)‏ هو رائد أعمال وسياسي ألماني، ولد في 23 أكتوبر 1916 ببرلين في ألمانيا، وتوفي في 27 سبتمبر 2001 في ألمانيا. حزبياً، نشط في الحزب الديمقراطي الاجتماعي الألماني. انتخب عضو في البوندستاغ الألماني خلال فترته النيابية ‏ (20 أكتوبر 1969 – 22 سبتمبر 1972).

## روابط خارجية
- فيليب روزنتال على موقع مونزينجر (الألمانية)
- فيليب روزنتال على موقع ميوزك برينز (الإنجليزية)